# 分飛燕
《分飛燕》是一首經典的粵語流行曲，由蘇翁採用廣東傳統古曲《楊翠喜》填詞創作。初發佈時名為《囑咐話兒莫厭煩》；原唱歌手為甄秀儀及陳浩德，收錄於甄秀儀1973年在香港發行的專輯《一切太美妙》（麗歌唱片，即百代唱片的副牌，專輯編號：S-LRHX-001）。此曲在香港、廣東、東南亞等粵語地區廣爲傳唱；眾多歌手曾經翻唱。

## 背景
據原唱者之一陳浩德回憶，五六十年代是歐西及國語歌曲流行的年代，粵語流行曲地位甚低，但似乎有市場。甄秀儀以前已出過多張唱片，此曲是她首張粵語唱片的歌曲，原定是由她獨唱。後來因為編曲配樂的黎小田與甄秀儀用電話溝通時定調不準，録音時才發覺配樂調子太高；臨時決定改為男女對唱，並找來陳浩德唱男聲。

## 評價
《分飛燕》風格仍然保留相當的傳統粵曲成份；曲本身改編自傳統粵樂，詞的題材亦是粵調常見的歌女嗟嘆別離。歌詞文言為主，但基本不用「哥、妹、君、卿」等稱謂，用詞頗接近白話語體，沒嵌入典故，但亦不用廣東話口語。首次發行時是採用時代曲常用的西樂伴奏編曲；歌手則用粵曲味較重的唱腔演繹。
歌曲發行後大受歡迎，有論者認為，《分飛燕》是第一首在香港各階層皆受歡迎的粵語流行曲，擺脫當時粵語曲不及國語曲的成見；且由香港本地歌手唱紅，異於星馬歌手鄭錦昌和麗莎的《禪院鐘聲》、《賣花女》；亦是1970年代粵語流行曲在香港開始大放異彩的先聲。

## 其他
70年代有眾多歌手重唱《分飛燕》，收入其專輯之內，包括：麗莎、舒雅頌、劉鳳屏、鄭錦昌、甄妮、徐小鳳、張德蘭等等。填詞人黎彼得在1977年惡搞此曲，改為《新區自嘆》一曲，內容變成描述當時香港新區的惡劣治安環境，由張武孝（大AL）主唱，並收錄在其首張專輯之內。

## 外部鏈接
- 甄秀儀、陳浩德 - 囑咐話兒莫厭煩 。1973年原唱 （页面存档备份，存于）
- 張武孝 - 新區自嘆(粵調金曲靚聲陣Encore演唱會) （页面存档备份，存于）